# 5 Whys
5 Whys là một kỹ thuật đặt câu hỏi lặp đi lặp lại được sử dụng để khám phá mối quan hệ nguyên nhân và hiệu quả làm cơ sở cho một vấn đề cụ thể. Mục tiêu chính của kỹ thuật này là xác định nguyên nhân gốc rễ của khuyết tật hoặc vấn đề bằng cách lặp lại câu hỏi "Tại sao?" Mỗi câu trả lời tạo thành cơ sở cho câu hỏi tiếp theo. Tên "5" trong tên bắt nguồn từ một kết quả qua quan sát về số lần lặp lại cần thiết để giải quyết vấn đề.